# Lover, the Lord Has Left Us...
Lover, the Lord Has Left Us... è il secondo album registrato in studio dei The Sound of Animals Fighting, pubblicato su Equal Vision Records nel 2006. Lo stile dell'album è decisamente diverso da quello del precedente album, Tiger and the Duke. La band ha infatti fatto un massiccio uso di musica elettronica, ha usato la voce di un soprano ed ha inserito diversi campionamenti nelle canzoni.

## Tracce
1. Intro – 0:40
2. Un'aria – 1:05
3. Skullflower – 4:13
4. My Horse Must Lose – 4:21
5. Chiriacho Summit – 1:30
6. Horses in the Sky – 5:21
7. Stockhausen, es ist Ihr Gehirn, das ich Suche – 8:03
8. Prayers on Fire – 3:29
9. The Golden Boy That Was Swallowed By the Sea – 1:41
10. This Heat – 10:35
11. Un'aria Ancora – 0:39
12. St. Broadrick is in Antarctica – 3:00
13. The Heretic – 5:01
14. There Can Be No Dispute That Monsters Live Among Us – 6:34

## Formazione
| Ruolo             | Nome                                        | Animale  |
| ----------------- | ------------------------------------------- | -------- |
| Produttore, Voce  | Rich Balling (Proveniente dagli Rx Bandits) | Usignolo |
| Chitarra, Voce    | Matt Embree (Rx Bandits)                    | Tricheco |
| Batteria          | Chris Tsagakis (Rx Bandits)                 | Lince    |
| Tecnico del Suono | Ryan Baker                                  | Iena     |
| Voce              | Anthony Green (Circa Survive)               | Puzzola  |
| Artwork           | Stephen O'Malley (Sunn O))))                |          |
| Voce              | Craig Owens (Chiodos)                       | Ariete   |
| Voce              | Keith Goodwin (Days Away)                   | Pinguino |
| Voce              | Matthew Kelly (The Autumns)                 | Lupo     |
| Chitarra (Live)   | Steve Choi (Rx Bandits)                     |          |
| Basso (Live)      | Joe Troy (Rx Bandits)                       |          |